# مورييل داكويرث
مورييل داكويرث (بالإنجليزية: Muriel Duckworth)‏‏ (31 أكتوبر 1908 في كيبك - 22 أغسطس 2009 في ماغوغ، كيبك) حائزة على وسام كندا ومرتبة الشرف في مقاطعة نوفا سكوشا، كانت ناشطة في مجال السلام، ونسوية، وناشطة مجتمعية واجتماعية كندية. كانت عضوًا في جمعية الأصدقاء الدينية، وهي جماعة دينية ملتزمة بمبدأ اللاعنف. قالت داكوورث أن الحرب، بعنفها الموجّه ضد النساء والأطفال، تشكّل عقبة رئيسية أمام تحقيق العدالة الاجتماعية. وناقشت فكرة أن المال الذي يُنفق على التسلّح يديم الفقر لأنه يعزّز قوة النخب المتمتعة بامتيازات خاصة. كانت تؤمن بأن «الحرب أمر غبي»، ورفضت بصمود التسليم بالتفرقة الشعبية بين حروب «الخير» و«الشر».
كانت داكوورث عضوًا مؤسسًا في منظمة صوت المرأة للتشجيع على السلام في سكوشا نوفا، وهي أحد فروع منظمة السلام الوطنية التي تُدعى صوت المرأة. منذ عام 1967 وحتى 1971، تولت منصب رئيسة منظمة صوت المرأة، وقادت مظاهرات مناهضة لدعم الحكومة الكندية لحرب الولايات المتحدة على فيتنام.
كانت داكوورث أول امرأة في هاليفاكس تترشح لانتخابات المجلس التشريعي في سكوشا نوفا. كما أنها قادت جهودًا تنظيمية مجتمعية تسعى لتحقيق تحسينات في مجال التعليم، والسكن، والمساعدة الاجتماعية، والتخطيط المحلي. خلال سنواتها الأخيرة، شاركت داكوورث في عروض لفرقة جدات ثائرات في هاليفاكس، وهي مجموعة تؤلف وتغني أغاني شعبية ساخرة تروج للعدالة الاجتماعية.
حصلت داكوورث على العديد من الأوسمة والجوائز من بينها: جائزة الحاكم العام عام 1981، ووسام كندا عام 1983. عام 1991، حصلت على ميدالية بيرسون للسلام. وحصلت أيضًا على عشرة شهادات جامعية فخرية.

## نشاطات متتالية
انعكس مبدأ السلام الخاص بمورييل داكوورث في معتقداتها الدينية وعملها بالنيابة عن منظمات السلام. كانت عضوًا مؤسسًا في جمعية صوت المرأة في سكوشا نوفا، وهي أحد فروع منظمة صوت المرأة. منذ عام 1967 وحتى 1971، تولت منصب الرئيس الوطني للمنظمة التي تُدعى الآن منظمة صوت المرأة للسلام الكندية. أثناء فترة استلامها الرئاسة، احتجت منظمة صوت المرأة بقوة على الحرب الأميركية على فيتنام. وأدانت أيضًا تأييد الحكومة الكندية الضمني للحرب وسياستها في تشجيع بيع الأسلحة كندية الصنع للقوات العسكرية الأمريكية. في عامي 1969 و1971، ساعدت داكوورث على تنظيم زيارتين شهيرتين للغاية لكندا لنساء فيتناميات تأثرن بالحرب بشكل مباشر.
كانت داكوورث ناشطة أيضًا في مجال التنظيم المجتمعي، والسياسات الانتخابية، وتطور قضايا المرأة. عام 1971، ساعدت على تأسيس حركة صوت المواطن وقضيته (بالإنجليزية: Citizen’s Voice and Action)، وهي رابطة تضم جماعات مجتمعية في هاليفاكس ونوفا سكوشا تعمل لتحقيق مجموعة كبيرة من الأهداف منها تطوير التعليم، والسكن، والمساعدة الاجتماعية، والتخطيط المحلي. أصبحت داكوورث أول امرأة في هاليفاكس تترشح في انتخابات المجلس التشريعي في نوفا سكوشا عندما أقامت حملتها الانتخابية بصفتها مرشحة للحزب الديمقراطي الجديد خلال الانتخابات الإقليمية في عامي 1974 و1978. عام 1976، أصبحت عضوًا مؤسسًا في معهد البحوث الكندي لتطوير المرأة (CRIAW)، وهو عبارة عن منظمة منشأة لرعاية نشر البحوث الخاصة بالقضايا المؤثرة على المرأة. تولت منصب رئيسة المعهد خلال عامي 1979 و1980. لعبت لاحقًا دورًا رائدًا في تنظيم مؤتمر السلام الدولي للمرأة الذي استمر على مدار خمسة أيام في هاليفاكس في شهر يونيو من عام 1985.

## وفاتها وإرثها
سقطت داكوورث وكُسرت ساقها في شهر أغسطس من عام 2009 عندما كانت في كوخها في مقاطعة كيبيك. عُولجت في مستشفى في ماغوغ، كيبيك، حيث تدهورت حالتها الصحية. في أثناء تلقيها للرعاية التلطيفية، قالت داكوورث للزوار بشكل متكرر، «سأرحل الآن، حان وقت الرحيل، فكل شيء جاهز»، ومن ثم أضافت: «كونوا سعداء مع بعضكم، لديكم بعضكم، وداعًا، سأرحل الآن». استدعت وفاتها الوشيكة تعليق صديقتها، العالمة المعروفة والناشطة في مجال السلام أورسولا فرانكلين، فقالت: «أرغب بأن تُذكر بصفتها شخصًا أثبت أنه من الممكن تغيير مجتمع ما، وأنه يمكن للفرد أن يكون ناقدًا عميقًا يحظى باحترام المجتمع في الوقت نفسه». توفيت مورييل داكوورث في 22 أغسطس عام 2009، عن عمر يناهز المئة عام. قالت مدوّنة سيرتها الذاتية، ماريون دوغلاس كيرناس، أنها «أظهرت للنساء كيف يكنّ قائدات حقيقيات في مجتمعاتهن، وفي العالم، دون أن يفقدن أنوثتهن».